# サイバー美少女テロメア
『サイバー美少女テロメア』（サイバーびしょうじょテロメア）は、1998年4月4日から同年6月27日まで毎週土曜日 24:40 - 25:10にかけてテレビ朝日系列のウイークエンドドラマ枠で放映された円谷プロダクション制作の特撮テレビドラマ。全11話。

## 概要
超能力と遺伝子操作をテーマとしたSFサイキックドラマ。アイドルや若手女優を主演に据えた深夜テレビドラマが増加していた時流の作品の一つであり、同じく超能力をテーマとし同年にウィークエンドドラマ枠で放送された円谷映像の『美少女新世紀 GAZER』との競作も話題となった。
制作には実相寺昭雄率いる映像制作会社コダイのスタッフが参加しており、主人公の一人を演じる三輪ひとみも実相寺の監督作品『D坂の殺人事件』や『ウルトラマンティガ』第37話「花」などに出演していた縁で起用されている。
監督・プロデューサーを務めたテレビ朝日の中嶋豪は、予算が潤沢ではない中でもモノ作りに妥協しない姿勢に円谷プロの本気を見たと評している。

## あらすじ
17歳の誕生日に突如超能力が発現したアサギは、仲間を探していたレナとイツミに出会う。3人は門倉の保護を受けながら、他の超能力者を探し始めるが、そんな3人の前に謎の能力者シュウが度々現われ、門倉への疑念を吹き込んでいく。
やがて門倉の元を逃げ出した3人は、門倉と彼の研究成果・最強の超能力者Ψ（サイ）との対決をむかえる。

## スタッフ
- 監督：中嶋豪（1-3話、10-11話）、長江俊和（4-6話）、油谷岩夫（7-9話）
- 脚本：笠井健夫、横谷まさひろ、中村結美
- 音楽：桜庭統
- テーマ曲：「永遠という瞬間（）の中で」（作詞、作曲、歌：松田樹利亜、編曲：月光恵亮）
- 撮影：岡田次雄、大岡新一（10-11話）
- 美術：五辻圭、遠藤光男
- 編集：山田宏司
- 照明：金子雅勇
- 音声：末村萌津喬、細井正次
- CG：PDN（酒井啓行 國島宣弘、丸義則）
- ビジュアルスーパーバイザー：高野宏一
- 特殊メイク：宗理起也、織田尚
- 操演：宇田川幸夫
- クリーチャー原案：田中勲
- 衣装スーパーバイザー：池谷仙克
- 題字：実相寺昭雄
- オープニングタイトル：酒井啓行
- サウンドデザイン：スワラ・プロダクション
- 協力：パナソニック ワンダーテインメント
- プロデューサー：中嶋豪（テレビ朝日）、濱田知彦（円谷プロ）、油谷岩夫（コダイ）
- 製作者：円谷一夫
- 制作協力：コダイ
- 制作：テレビ朝日、円谷プロダクション

## キャスト
- 九条アサギ：つぐみ
- 橘レナ：嘉門洋子
- 月島イツミ：三輪ひとみ
- ψ（サイ）：森ひろこ
- 門倉清之助：中丸新将
- 和泉祐作：北村総一朗
- 天童シュウ：田辺晋太郎
- 真岡サトル：藤原竜也
- 坂田刑事：大滝明利
- 如月リエコ：田辺晶
- ミサト：山内えりか

### ゲスト
- 島田ミチコ：山口もえ（第1話）
- 楠田レイジ：高野八誠（第2話）
- カフェの店員：辻彩加（第3話）
- 記憶を失った女性：西田ももこ（第3話）
- アキラ：夕樹舞子（第4話）
- クマオ：北岡久貴（第6話・第7話）
- クズハラ：遠山俊也（第7話・第10話）
- サトムラ ケイ：浅見れいな（第8話）
- アンドウ：酒井敏也（第8話）
- 吉岡ユウジ：保積ぺぺ（第11話）
- カオル：山口あゆみ（第11話）

## 放送リスト
1. CYBER 1 覚醒
2. CYBER 2 サイコレイパー
3. CYBER 3 記憶泥棒
4. CYBER 4 ネット
5. CYBER 5 暴走
6. CYBER 6 脱出
7. CYBER 7 過去
8. CYBER 8 テレポート
9. CYBER 9 残留思念
10. CYBER 10 遺伝子
11. FINAL 融合・楽園への扉

### CS放送
- テレ朝チャンネル2の番組『EXまにあっくす』内で円谷プロ制作ドラマの一挙放送で2話ずつ放送。[6]

| CS初回放送     | CS放送リスト                        |
| -------------- | ----------------------------------- |
| 2016年12月25日 | CYBER 1 覚醒 CYBER 2 サイコレイパー |
| 2017年1月15日  | CYBER 3 記憶泥棒 CYBER 4 ネット     |
| 2017年2月26日  | CYBER 5 暴走 CYBER 6 脱出           |
| 2017年3月26日  | CYBER 7 過去 CYBER 8 テレポート     |
| 2017年4月29日  | CYBER 9 残留思念 CYBER 10 遺伝子    |
| 2017年5月26日  | FINAL 融合・楽園への扉              |

## その他

### 写真集
- 『サイバー美少女テロメアofficial book Aport』パナソニックワンダーテインメント・主婦と生活社、1998年5月20日。ISBN 4-391-12207-3。